# Mi vida con los chicos Walter
Mi vida con los Walter Boys (Mi vida con los chicos Walter en España e Hispanoamérica) es una serie de televisión dramática adolescente estadounidense que se estrenó en Netflix el 7 de diciembre de 2023. El drama sobre la mayoría de edad es una adaptación de la novela homónima de Ali Novak de 2014, que se publicó por primera vez en Wattpad. La serie sigue a Jackie Howard ( Nikki Rodríguez ), una adolescente de Manhattan que recientemente quedó huérfana y se muda a la zona rural de Colorado después de ser acogida por los Walters, una familia de siete hijos y una hija. La serie fue desarrollada por Melanie Halsall. Está protagonizada por Nikki Rodríguez, Noah LaLonde, Ashby Gentry y Alisha Newton. En diciembre de 2023, la serie se renovó para una segunda temporada que se estrenará el 28 de agosto de 2025. Antes del estreno de la segunda temporada, la serie fue renovada para una tercera temporada cuyo estreno está previsto para 2026.

## Reparto y personajes

### Principal
- Nikki Rodríguez como Jackie Howard, una chica de 15 años que se muda a Silver Falls, Colorado, después de perder a su familia en un accidente automovilístico en la ciudad de Nueva York. Ella lucha por adaptarse a su nuevo entorno mientras intenta hacer nuevos amigos y sanar su dolor.
- Noah LaLonde como Cole Walter, el hermano gemelo de Danny que solía ser quarterback  en Silver Falls High School, pero sufrió una lesión que puso fin a su carrera.
- Ashby Gentry como Alex Walter, un nerd estudioso
- Johnny Link como Will Walter, un graduado universitario y comprometido para casarse con Hayley. Está centrado en convertirse en hombre de negocios y emprendedor, lo que genera tensión en su relación con Hayley.
- Corey Fogelmanis como Nathan Walter, un chico abiertamente gay a quien luego le diagnostican epilepsia.
- Connor Stanhope como Danny Walter, el hermano gemelo de Cole que quiere una carrera en la actuación.
- Zoë Soul como Hayley Young, la prometida de Will.
- Jaylan Evans como Skylar, un adolescente que está decidido a convertirse en el mejor alumno de la clase. Se hace amigo de Jackie y es el interés amoroso de Nathan.
- Ellie O'Brien como Grace, una adolescente alegre que se hace amiga de Jackie.
- Sarah Rafferty como Katherine Walter, veterinaria, esposa de George y tutora legal de Jackie. Ella era la mejor amiga de la madre de Jackie y trata de ayudar a Jackie con su transición.
- Marc Blucas como George Walter, esposo de Katherine y tutor legal de Jackie. Él lucha con problemas financieros relacionados con las tierras de su familia.

### Recurrente
- Alex Quijano como Richard, el tío materno de Jackie.
- Myles Pérez como Lee García, hermano de Isaac y primo de los hermanos Walter y vive con ellos.
- Kolton Stewart como Dylan, amigo de Cole y compañero jugador de fútbol.
- Isaac Arellanes como Isaac García, hermano de Lee y primo de los hermanos Walter y vive con ellos.
- Ashley Holliday como Tara, consejera vocacional en Silver Falls High School.
- Natalie Sharp como B. Hartford (temporada 2) [9]
- Carson MacCormac como Zach (temporada 2) [9]
- Janet Kidder como Joanne Wagner (temporada 2),[9] la madre de Grace
- Riele Downs como María (temporada 2) [9]
- Jake Manley como Wylder Holt (temporada 2) [9]
- Chad Rook (temporada 3) [10]

Dean Petriw coprotagoniza como Jordan Walter, mientras que Lennix James coprotagoniza como Benny Walter, el hermano menor de los Walter, y Alix West Lefler coprotagoniza como Parker Walter. Alisha Newton coprotagoniza como Erin, la casi novia de Cole, y Gabrielle Jacinto coprotagoniza como Olivia, la mejor amiga de Erin. Mya Lowe coprotagoniza como Kiley, la mejor amiga de Alex desde la guardería.

## Episodios
| N.º | Título original                               | Dirigido por     | Escrito por                                                             | Fecha de lanzamiento original |
| --- | --------------------------------------------- | ---------------- | ----------------------------------------------------------------------- | ----------------------------- |
| 1   | «Welcome to Colorado» «Bienvenida a Colorado» | Jerry Ciccoritti | Melanie Halsall                                                         | 7 de diciembre de 2023        |
| 2   | «Live a Little» «Disfruta un poco de la vida» | Jerry Ciccoritti | Melanie Halsall                                                         | 7 de diciembre de 2023        |
| 3   | «The Cole Effect» «El efecto Cole»            | Nimisha Mukerji  | Jordan Ross Schindler                                                   | 7 de diciembre de 2023        |
| 4   | «Nineteen» «Diecinueve»                       | Nimisha Mukerji  | Jonathon Roessler                                                       | 7 de diciembre de 2023        |
| 5   | «Thanksgiving» «Acción de Gracias»            | Jerry Ciccoritti | Tawnya Bhattacharya & Ali Laventhol                                     | 7 de diciembre de 2023        |
| 6   | «Baggage» «Equipaje»                          | Jerry Ciccoritti | Jesikah Suggs                                                           | 7 de diciembre de 2023        |
| 7   | «Small Town Rumors» «Corren rumores...»       | Winnifred Jong   | Kelsey Barry                                                            | 7 de diciembre de 2023        |
| 8   | «Spinning Out» «Fuera de control»             | Winnifred Jong   | Teleplay: Jonathon Roessler & Jordan Ross Schindler Story: Grace Condon | 7 de diciembre de 2023        |
| 9   | «Revolutions» «Revoluciones»                  | Jason Priestley  | Tawnya Bhattacharya & Ali Laventhol                                     | 7 de diciembre de 2023        |
| 10  | «Happily Ever After» «Felices para siempre»   | Jason Priestley  | Melanie Halsall                                                         | 7 de diciembre de 2023        |

## Producción
Sony Pictures Television e iGeneration Studios producen Mi vida con los chicos Walter, después de la adquisición de Komixx Entertainment por parte de iGeneration Studios. Ed Glauser, quien fue el productor ejecutivo de la serie de películas The Kissing Booth de Netflix, se unió a la producción junto con la showrunner y productora ejecutiva, Melanie Halsall. El rodaje de la primera temporada comenzó en marzo de 2022, en Alberta, Canadá, y concluyó en septiembre de 2022. La producción de la serie se llevó a cabo en toda Alberta, con lugares de rodaje en la ciudad de Calgary, la ciudad de Cochrane y la ciudad de Crossfield. El 19 de diciembre de 2023, Netflix renovó la serie para una segunda temporada. La preproducción de la segunda temporada comenzó el 27 de mayo de 2024 y finalizó el 19 de julio de 2024; la filmación de la segunda temporada comenzó el 22 de julio de 2024 y concluyó el 7 de noviembre de 2024. El 18 de noviembre de 2024, se informó que Natalie Sharp, Carson MacCormac, Janet Kidder, Riele Downs y Jake Manley se unieron al elenco con papeles recurrentes para la segunda temporada. Antes del estreno de la segunda temporada, el 14 de mayo de 2025, Netflix renovó la serie para una tercera temporada. La preproducción de la tercera temporada comenzó el 9 de junio de 2025 y está prevista su conclusión el 5 de agosto de 2025; el rodaje está previsto para comenzar el 6 de agosto de 2025 y finalizar el 1 de diciembre de 2025. El 29 de julio de 2025, se anunció que Chad Rook fue elegido para un papel recurrente en la tercera temporada.

## Lanzamiento
La primera temporada de Mi vida con los chicos Walter se estrenó el 7 de diciembre de 2023. Se espera que la segunda temporada se estrene el 28 de agosto de 2025, y la tercera en 2026.

## Recepción
El sitio web agregador de reseñas, Rotten Tomatoes,informó un índice de aprobación del 45% con una calificación promedio de 5.3/10, basada en 11 reseñas de críticos.  Metacritic, que utiliza un promedio ponderado, asignó una puntuación de 50 sobre 100 basándose en 6 críticos, lo que indica "críticas mixtas o promedio".